# エレクトロニック・ボディ・ミュージック
エレクトロニック・ボディ・ミュージック（Electronic Body Music、略してEBM）は、1980年代後半から1990年代前半にかけて興隆した音楽の一ジャンルである。

## 概要
このジャンル名自体はベルギーのフロント242というユニットが、自分たちの音楽を1988年にそう呼んだのがそもそもの始まりである。これがいつしかヴァイオレントな雰囲気とエレクトロニックな近未来感を融合したアンダーグラウンドなダンス・ミュージックを指すジャンル名として定着した。後にインダストリアル・ミュージックの一部として飲み込まれるが、エレクトロニックな特徴をメインに据えたユニットを説明する場合は、しばしばこのジャンル名を引き合いに出すことも多かった。以下の説明では、EBMと略す。

## 音楽様式
ジャンル名からも想像できる通り、サンプラーやドラムマシンを中心とした電子楽器をメインに使用し、かつ肉体的でダンサブルな音楽というのが、主な方向性である。傾向としては、ダンサブルなビートが主流であるが、テクノ・ハウス・ムーブメントとは違い、派手で重厚な音質のドラムセットが主に使用された。
しかし一番の特徴は、しゃがれた声であまり抑揚のないメロディを歌う独特のボーカル・スタイルである。
曲想的にはダークでヴァイオレントな雰囲気を醸し出している場合が多く見られた。脅迫的なビートのリフレイン、耳障りなメタル・パーカッション系のノイズ、映画からサンプリングされた叫び声、ディストーション系のエフェクトをかけて歪ませたボーカルなど、あらゆる方向から暴力的な雰囲気を構築しようとする手段が取られた。
曲によってはダンサブルなものだけでなく、アンビエント系やゴシック系、音響系な曲も混在する場合もある。
注意すべき事実として、EBMというジャンル名はフロント242が自分たちの音楽スタイルを表現した言葉ではあるが、総体としてジャンルが示す音楽的な特徴はフロント242自身の音楽性と全て合致するものではないことが挙げられる。
フロント242の音楽は実験的な音響性と複雑なシーケンスが織りなすダンスミュージックであり、ビジュアルとしてアーミースタイルに傾倒している時期はあったが、それほどヴァイオレントな面はあまり際立っていなかったといえる。しかも彼らのボーカルスタイルはしゃがれ声をメインの特徴とはしていない。
むしろEBMのジャンル・イメージを形成しているのはフロント242を母体としたものではなく、DAFに影響を受けたミニマルなビートが特徴のニッツァー・エブ (Nitzer Ebb)、ボーカルやサウンドが凶暴でホラーテイスト漂うスキニー・パピー (Skinny Puppy)、ヒップホップ系のミート・ビート・マニフェスト（Meat Beat Manifesto）など、このジャンルでくくられた様々なスタイルに及ぶエレクトロニック・ミュージックが担っているといえる。

## ジャンル・イメージの変遷

### 黎明期（1982年〜1986年）
このジャンル名を提唱したのがフロント242であるが故に、ジャンル名として定着し音楽業界的に流通したといえるのは1988年以降ではあるものの、彼らのデビュー時期 (1982年頃)まで遡って定義することもある。また、EBMのルーツとして初期インダストリアル、ポスト・パンク、ジャーマン・ニュー・ウェイヴ等の影響も存在しており、これらのジャンルが勃興していた80年代前半までを黎明期として含める場合も見受けられる。
1980年代後半に入ると、ミニストリー (Ministry)やニッツァー・エブ、そしてフロント242によりEBMを代表するような作品群が発表され、従来の電子音楽(シンセポップ等)とは異なる、新たなジャンルの基盤が形作られた。

### 興隆期（1988年〜1993年）
前述のフロント242の発言によるジャンル発祥以降、彼らに似通ったスタイルのアーティスト、つまり電子楽器をメインに使ったニュー・ウェイヴ系のダンス・ミュージックを演じる多くのユニットが、このジャンルでくくられることとなった。
それまでの既成音楽であるロックやパンク、メタルなどに負けない攻撃性がありながら、最新のデジタル技術を使ったサンプリングコラージュなども入り、かつ踊れる音楽という先鋭的なスタイルは、当時のクラブ・シーン、特にヨーロッパで人気を博した。
このジャンルの変遷の特徴として、ギターサウンドの導入が挙げられる。初期EBMとして人気のあったミニストリーやナイン・インチ・ネイルズ (Nine Inch Nails/通称NIN)は、スラッシーなギターサウンドを全面的に導入し、ダンサブルというよりはスラッシュメタル的なアプローチへと傾倒していった。結果的にこれは一般的なメタルキッズをも取り込み、この2ユニットはメジャーシーンでも大きな注目を浴びることとなった。

### 衰退期（1994年〜）
前述のミニストリーとNINの成功を受け、他のEBMユニットにおいても次第にギターサウンドを導入する傾向が見られたが、主要なユニットは1990年代半ばにリリースしたアルバムを最後に活動を一旦停止してしまった。
しかしその後、ヨーロッパを中心に再びエレクトロニックなサウンドをメインとした新たなユニットも登場し、昔からのEBMファン層に支持された。
EBMと密接なエピソードとして、ドイツのNeuroticfishというユニットは、エレクトロニックなダンス・ミュージックはすべてEBMと呼ばれることに腹立ちを覚え、「EBM is Dead」というスローガンを抱えて活動していた。この事実は、2000年以降もヨーロッパにおいてEBMというジャンル名が根強く残っていたことを物語っている。

### フューチャーポップ/ シンセポップ
ギターへのアプローチとは逆に、ポップへのアプローチも存在した。その良い例はドイツのX Marks The Pedwalkというユニットであり、初期はスキニー・パピー並みにハードなEBMであったが、シングル「Facer」(1995年)から、ポップなシンセリフと軽快なビートを導入した。
フューチャーポップというジャンルは、EBMに比べると曲想からヴァイオレントな雰囲気が鳴りを潜めたものの、EBMの特徴のひとつであった抑揚の無いメロディを持ち合わせ、かつクラブ・サウンドへの傾倒がみられたため、EBMファンとの親和性は高かったといえる。
さらにメロディをよりポップな歌ものへと昇華したものは、1980年代から脈々と続くシンセポップの一派に含まれることとなった。

### ダーク・エレクトロ
ダーク・エレクトロは、EBMが持っていた凶暴さやホラーテイストを前面に出しつつ、脅迫的なビートの畳み掛けにより独特の疾走感を得ることとなった。このジャンルに分類されるアーティストはかなりの数に及んだ。

### サイケデリックトランス
サイケデリックトランスは、EBMからボーカルを抜いて、よりトランス系のビートを推し進め、EBMのフレーバーを上手くフロアに取り込んだものである。DTM雑誌などでは、EBMがサイケデリックトランスのベースなったと説明していた。

### EBMリバイバル
2000年代前半にはEBMリバイバルブームもあり、興隆時の雰囲気を継承したユニットも現れた。またベルギーのAlfa Matrixというレーベルが昔のEBMアルバムを再リリースしたり、古参EBMユニットを復活させるなど、EBMのDNAを絶やさぬような活動が見られた。
また2000年代半ばには、DJによるリミックスなども作られたり、活動を停止していた代表的なユニットが復活を遂げるケースが相次いだ

## インダストリアルとの関連性
EBMが衰退期に入る前に、EBMがインダストリアルというジャンル名に取って代わられるようになった。
ギター寄りなユニットを指す場合には、インダストリアル・メタルまたはインダストリアル・ロックと呼び、テクノ及びダンサブルなユニットをEBMと呼ぶような住み分けもしばしば成されていた。しかし厳密な仕分けなどは無く、ゆるい連帯感として「インダストリアル」という言葉でどちらも一緒にまとめられていたといえる。
しかしながら、次第にインダストリアルという言葉は、マリリン・マンソンなどの台頭により一般的な音楽商業誌でも頻繁に使われるようになるに従って、メタルやロック寄りのユニットのみを示すようになり、EBM系のユニットは一般世間からほぼ無視されるようになっていった。よって現在では、EBMを説明するつもりでインダストリアルという言葉を使う場合には語弊が生じることがある点に留意しなければならない。

## 代表的なユニット
このジャンル名は、1988年にPlay It Again Samからリリースされたコンピレーション・アルバム『This Is Electronic Body Music』で世界的に共通認識を得た。以後、このアルバムに収録されていた筆頭ユニットであるフロント242をはじめ、スキニー・パピーなどが代表的なユニットとして語られることになる。つまり、ここに収録されたユニットと雰囲気が似ているものは、すべてEBMと呼ばれることになったともいえる。
前述したユニット以外で代表的なものは、かつて初期スキニー・パピーに在籍していたBill Leebが立ち上げたフロント・ライン・アッセンブリー (Front Line Assembly)、その当時まだエレクトロニックな雰囲気を持っていたミニストリーやKMFDM、これらのユニットに刺激を受けたナイン・インチ・ネイルズ、サンプリングコラージュが際立っていたMy Life With The Thrill Kill Kultなどが挙げられる。
もちろんこれ以外にも数多くのユニットがこのEBMという名の下に集約され、一大ムーブメントを築き上げた。

## 代表的なレーベル
アルファレコード / Alfa Matrix / Antler-Subway / Cleopatra / Dossier / Dynamica / KK Records / Machinery / Metropolis / Mute / Nettwerk / Off Beat / Play It Again Sam / Re-constriction Records / Roadrunner / RRE / SPV GmbH / Third Mind / TVT / Wax Trax! / Zoth Ommog